# Alinghi
El Alinghi es un equipo de vela de la Sociedad Náutica de Ginebra. 
Ha sido el ganador de la Copa América en Auckland (Nueva Zelanda) en 2003 y en Valencia (España) en 2007, en ambas ocasiones ante el Team New Zealand del Real Escuadrón de Yates de Nueva Zelanda. Cuando venció en la quinta regata de la 31.ª edición, el día 2 de marzo de 2003, se convirtió en el primer equipo que devolvía la Copa a Europa desde 1851, y en el primer equipo que vencía en su primera participación. En la 32.ª edición defendió con éxito el trofeo, pero en la 33.ª edición perdió ante el yate del Club de Yates Golden Gate. En la edición de 2024 volvió a presentar un desafío, con el nombre de Alinghi Red Bull Racing debido al patrocinio de Red Bull, con Arnaud Psarofaghis de patrón. Perdieron en las semifinales de la Copa Louis Vuitton ante el INEOS Britannia del Real Escuadrón de Yates. 

## Símbolos
- El nombre del equipo y de sus yates, "Alinghi", es una palabra imaginaria con la que Ernesto Bertarelli, y su hermana Donatella, denominaban a un amigo imaginario que se inventaron durante sus vacaciones en la Toscana cuando eran pequeños.
- El logotipo del equipo fue creada por el suizo-español Oscar Ribes, que lo describe así:[1]

Antes de la carrera, los 'Fórmula 1 del mar' parecen tiburones listos para lanzarse sobre la proa. Para mí, girar equivalía a la imagen de un círculo, es decir, dos tiburones o dos barcos que giran. Además, esta 'espiral' correspondía perfectamente a la 'a' de Alinghi
- Los colores del equipo son el rojo, el blanco y el negro. Los colores blanco y rojo son los de la Bandera de Suiza, y el negro representa la alta tecnología y el rendimiento.
- Alfio Quarteroni,  uno de los científicos más reconocidos e influyentes del mundo en el ámbito de la ingeniería matemática, tuvo un papel relevante en el diseño del velero  "Alinghi".